# Acacia flexifolia
Espèce
Répartition géographique
Acacia flexifolia est une espèce de plantes à fleurs de la famille des Fabaceae. C'est un arbuste de 6 m de hauteur de l'est de l'Australie (du Queensland, en passant par la Nouvelle-Galles du Sud et dans le Victoria).